# Acrapex prisca
Acrapex prisca är en fjärilsart som beskrevs av Walker 1866. Acrapex prisca ingår i släktet Acrapex och familjen nattflyn. Inga underarter finns listade i Catalogue of Life.